# أمرام بن ديوان

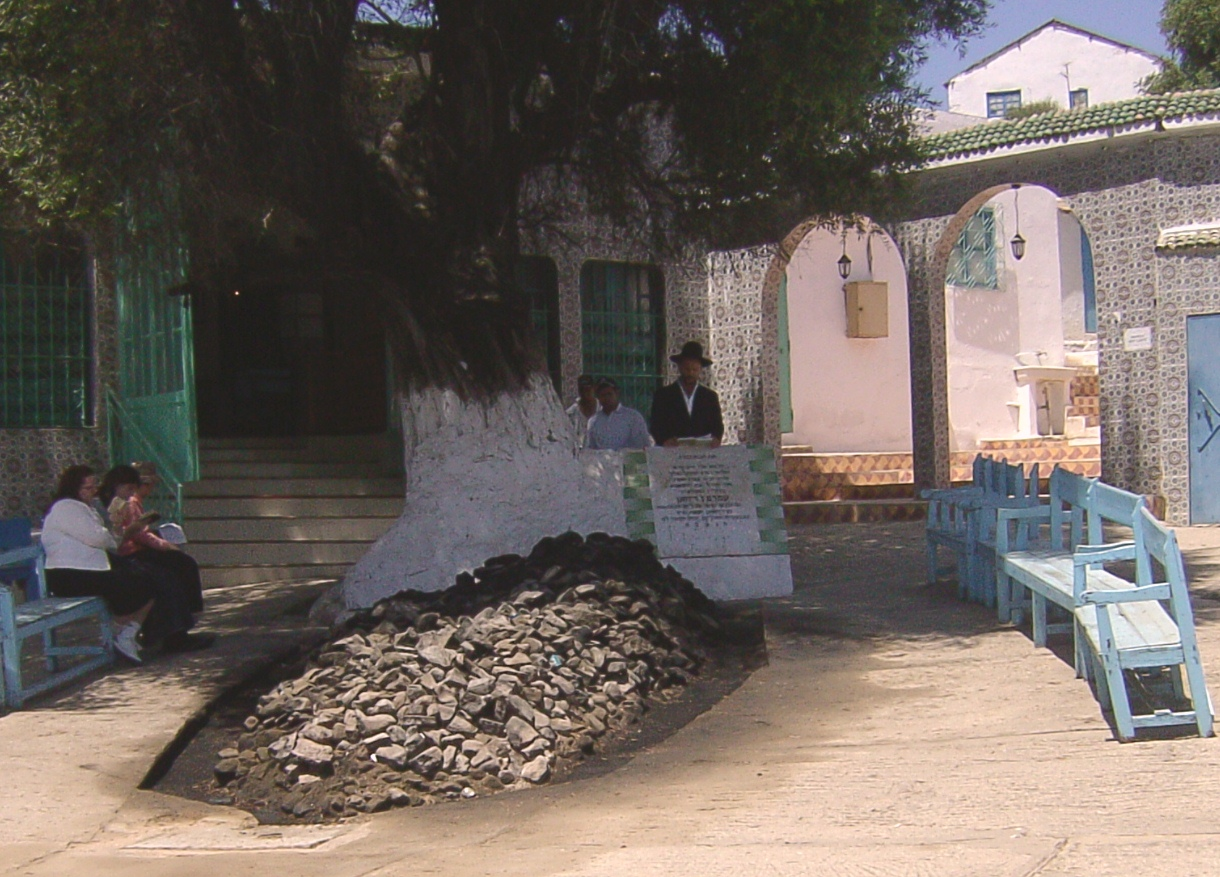
ضريح عمرام بن ديوان في مدينة وزان

أمرام بن ديوان أو عمرام بن ديوان أو بنطق المغربي عمران بن ديوان (توفي عام 1782 ، وزان، المغرب) كان حاخامًا مبدعًا في القرن الثامن عشر، أصبح ضريحه موقعًا للحج السنوي.

## حياته
ولد في القدس ، وسرعان ما انتقل إلى الخليل عام 1743 وتم إرساله إلى المغرب من أجل جمع التبرعات للأرض المقدسة من الجالية اليهودية هناك. تولى الإقامة في وزان ، حيث كان يدرس التلمود وكان له العديد من التلاميذ. بعد 10 سنوات قضاها في المغرب، عاد الحاخام عمرام إلى الخليل .

## فراره إلى المغرب
وطبقاً للأسطورة، دخل كهف البطاركة متنكراً في هيئة مسلم لأنه كان محظوراً على اليهود في ذلك الوقت. شخص تعرّف عليه وأبلغه إلى باشا العثماني ، الذي أمر باعتقاله. اضطر إلى الفرار وعاد إلى المغرب، حيث رحبت به الجالية اليهودية في فاس. ويعود له الفضل في العديد من المعجزات الشافية وكان لديه ابن واحد على الأقل، الحاخام حييم بن ديوان.

## وفاته
بينما كان يتجول في المغرب مع ابنه، مرض ومات في وزان عام 1782.
وأصبح مكان دفنه في وزان موقعا للحج ويزار بانتظام، ولا سيما من قبل أشخاص يطلبون له الدعاء للشفاء من مرضهم.